# Jonesville (Louisiana)
Jonesville ist eine Kleinstadt (mit dem Status „Town“) im Catahoula Parish im US-amerikanischen Bundesstaat Louisiana. Das U.S. Census Bureau hat bei der Volkszählung 2020 eine Einwohnerzahl von 1.728 ermittelt.

## Geografie
Jonesville liegt im mittleren Norden Louisianas, am Westufer des Ouachita River. Der hier als Black River bezeichnete Fluss gehört über den Red River zum Stromgebiet des Mississippi. Die von diesem gebildete Grenze Louisianas zum benachbarten Bundesstaat Mississippi verläuft 42 km östlich von Jonesville.
Die geografischen Koordinaten von Jonesville sind 31°37′36″ nördlicher Breite und 91°49′06″ westlicher Länge. Das Stadtgebiet erstreckt sich über eine Fläche von 5 km².
Nachbarorte von Jonesville sind Harrisonburg (17,3 km nördlich), Trinity (an der nordöstlichen Stadtgrenze) und Ferriday (26,5 km östlich).
Die nächstgelegenen größeren Städte sind Shreveport (265 km nordwestlich), Arkansas’ Hauptstadt Little Rock (395 km nördlich), Mississippis Hauptstadt Jackson (213 km nordöstlich), Louisianas Hauptstadt Baton Rouge (189 km südsüdwestlich) und Lafayette (202 km südlich).

## Verkehr

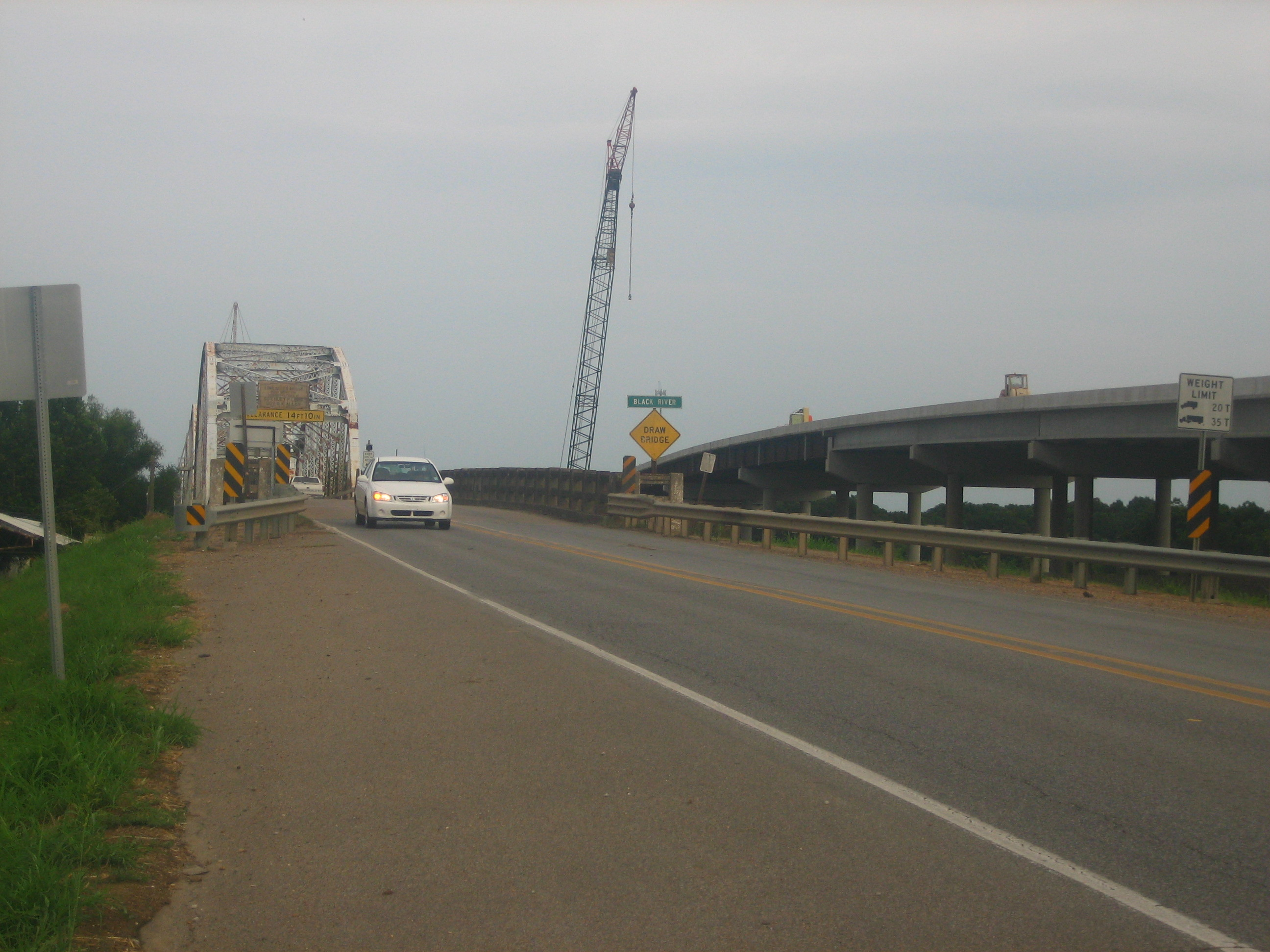
Die alte und die neue Brücke über den Black River

Der U.S. Highway 84 verläuft in West-Ost-Richtung als Hauptstraße durch Jonesville. Im Stadtzentrum kreuzt der Louisiana Highway 124. Am Ostrand von Jonesville verlässt der US 84 die Stadt und das Catahoula Parish über eine Brücke über den Black River. Alle weiteren Straßen sind untergeordnete Landstraßen, teils unbefestigte Fahrwege sowie innerörtliche Verbindungsstraßen.

Der nächste Flughafen ist der 87 km westsüdwestlich gelegene Alexandria International Airport in Alexandria.

## Bevölkerung
Nach der Volkszählung im Jahr 2010 lebten in Jonesville 2265 Menschen in 857 Haushalten. Die Bevölkerungsdichte betrug 453 Einwohner pro Quadratkilometer. In den 857 Haushalten lebten statistisch je 2,56 Personen.
Ethnisch betrachtet setzte sich die Bevölkerung zusammen aus 67,7 Prozent Afroamerikanern, 30,9 Prozent Weißen, 0,2 Prozent amerikanischen Ureinwohnern sowie 0,7 Prozent aus anderen ethnischen Gruppen; 0,5 Prozent stammten von zwei oder mehr Ethnien ab. Unabhängig von der ethnischen Zugehörigkeit waren 1,4 Prozent der Bevölkerung spanischer oder lateinamerikanischer Abstammung.
28,5 Prozent der Bevölkerung waren unter 18 Jahre alt, 56,8 Prozent waren zwischen 18 und 64 und 14,7 Prozent waren 65 Jahre oder älter. 53,6 Prozent der Bevölkerung waren weiblich.
Das mittlere jährliche Einkommen eines Haushalts lag bei 29.695 USD. Das Pro-Kopf-Einkommen betrug 14.951 USD. 21,1 Prozent der Einwohner lebten unterhalb der Armutsgrenze.